# Château de Persenbeug
Le château de Persenbeug (en allemand : Schloß Persenbeug) est un château de Basse-Autriche situé dans le territoire de la commune de Persenbeug-Gottsdorf.

## Historique
Le château est mentionné pour la première fois en 907. Le seigneur bavarois Sieghart, comte de Sempf et Ebersberg, se saisit de Bösenberg (« la montagne mauvaise ») et fortifie l'endroit.
La maison de Sempf et Ebersberg est éteinte en 1045, lorsque, le 12 juillet, Henri III se trouve au château en route pour sa seconde campagne de Hongrie en grande compagnie. Au cours du banquet dans la salle des chevaliers un pilier s'écroule, provoquant l'affaissement du pavement et la mort de nombreuses personnes dont l'évêque de Wurtzbourg, saint Brunon, cousin du roi, et l'abbé Altmannus d'Ebersberg. Richelinde, la veuve d'Adalbéron II, dernier seigneur d'Ebersberg, y trouve également la mort.
Au cours des siècles suivants, le château change à maintes reprises de propriétaires. En 1593, il devient possession de la maison d'Autriche, puis il passe à la maison de Hoyos qui lui donne son aspect actuel. 

## Possession impériale
L'empereur François II l'achète en 1800, ainsi que son domaine, pour en faire une résidence privée. Le domaine de Gutenbrunn qu'il acquiert également dans les environs est réuni à l'ensemble.
Par la suite, le château est en possession de son petit-fils, l'empereur François-Joseph. Le futur empereur  Charles Ier d'Autriche y naît le 17 août 1887. Le vieil empereur François-Joseph en fait don en 1916 à sa fille, Marie-Valérie. Le château et ses terres appartiennent aujourd'hui à ses descendants, la maison de Habsbourg-Lorraine et la famille von Waldburg-Zeil.

## Source
- (de) Cet article est partiellement ou en totalité issu de l’article de Wikipédia en allemand intitulé « Schloss Persenbeug » (voir la liste des auteurs).